# Nordost Autobahn
De Nordost Autobahn (A6) is een autosnelweg in Oostenrijk met een totale lengte van 22 kilometer. De snelweg vormt een snelle verbinding tussen de Oostenrijkse hoofdstad Wenen en de Slowaakse hoofdstad Bratislava en verbindt de A4 met en het snelwegennet van Slowakije (Autosnelweg D4).
De laatste werkzaamheden aan de Nordost Autobahn zijn in 2007 afgerond en op 19 november 2007 is de nieuwe autosnelweg officieel geopend. De totale bouwkosten bedroegen 146 miljoen euro.
Autobahnen: A1 · A2 · A3 · A4 · A5 · A6 · A7 · A8 · A9 · A10 · A11 · A12 · A13 · A14 · A21 · A22 · A23 · A24 · A25 · A26
Schnellstraßen: S1 · S2 · S3 · S4 · S5 · S6 · S7 · S8 · S10 · S16 · S18 · S31 · S33 · S34 · S35 · S36 · S37